# Энуклеация
Энуклеация (от лат. enucleo — вынимаю ядро, очищаю от скорлупы) — один из способов удаления опухолей и органов.

## Удаление опухолей
Проводится как правило только в случае доброкачественных опухолей, так как при вырезании опухоли не вырезаются ткани, находящиеся вокруг неё, как это делается при злокачественных опухолях. Сам процесс удаления также называют вылущиванием опухоли. При этом ткани вокруг опухоли расслаивают тупым инструментом, возможно рукой, сохраняя вокруг опухоли капсулу из тканей, не давая ей прорваться (субкапсулярное выделение опухоли). Иногда предварительно во избежание прорыва капсулы из неё выкачивают гной перед операцией.
Энуклеация часто проводится при операциях на железах (молочной, поджелудочной и т. д.). Энуклеация проводится также при удалении злокачественных опухолей слюнных желёз.

## Удаление органов
Энуклеацией называют удаление целиком органов (часто глаза), заключённых в оболочку, без удаления окружающих их органов (в случае глаза — глазных мышц и т. д.).

## В гистологии
Энуклеацией называют удаление клеточного ядра.